# Wong Jing

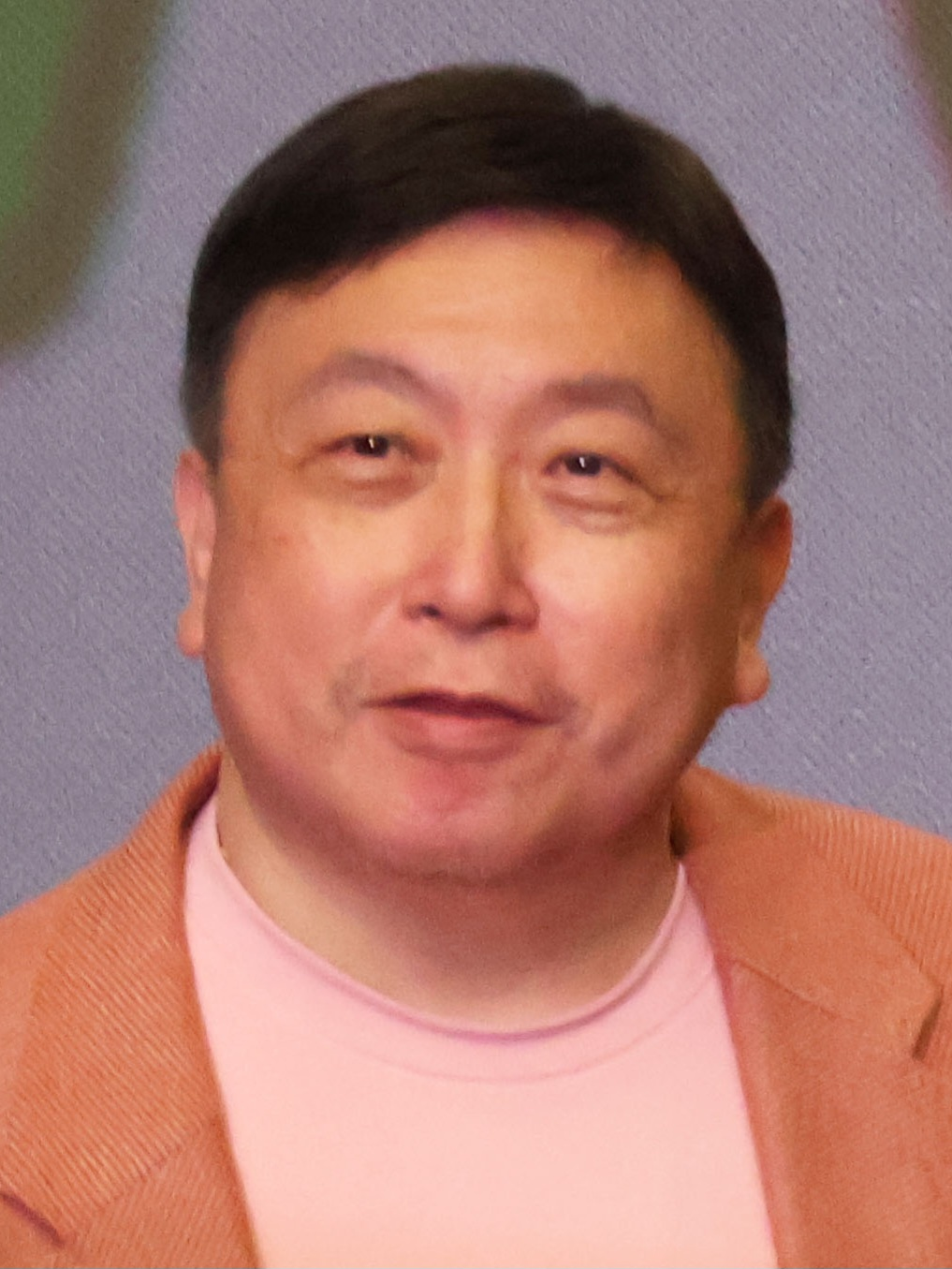
Wong Jing, 2025

Wong Jing (chinesisch 王晶, Pinyin Wáng Jīng, Jyutping Wong4 Zing1, geboren als 王日祥,  Wáng Rìxiáng, Jyutping Wong4 Jat6coeng4, kantonesisch Wong Yat Cheong, am 3. Mai 1955 in Hongkong) ist ein in Hongkong lebender Schauspieler, Regisseur, Filmproduzent und Drehbuchautor. Wong Jing wurde im Westen u. a. durch seine Glücksspielfilmreihe God of Gamblers bekannt. Er ist einer der produktivsten Filmemacher in seinem Heimatland und war an über 180 Produktionen beteiligt. Er ist in allen Genres zu Hause, u. a. Drama, Komödie, Action, Thriller und Horror.

## Leben
Wong wurde in Hongkong als Sohn des bekannten Regisseurs Wong Tin-Lam (王天林) geboren. Er studierte chinesische Literatur an der Chinese University of Hong Kong. Wie viele bekannte Schauspieler oder Regisseure seiner Zeit begann Wong seine Karriere als Drehbuchautor im Fernsehen bei TVB.
Sein Filmdebüt legte er 1981 in den Shaw Brothers Studios ab, für die er auch vorher schon Drehbücher schrieb.
Er ist mit Ding Dak-gwan – 丁德君 – verheiratet und hat zwei Töchter, Ada – 王佟藝 / 王佟艺 – und Dada Wong – 王子涵.

## Filmografie (Auswahl)

### Regie
- 1981: Winner takes all (auch Drehbuch)
- 1982: Mercenaries from Hong kong (auch Drehbuch)
- 1983: Hong Kong Playboys (auch Drehbuch)
- 1983: Prince Charming (auch Drehbuch)
- 1983: Wits of the Brats (Co-Regie)
- 1984: I love Lolanto (auch Drehbuch)
- 1984: The Flying Mr. B (auch Drehbuch)
- 1985: The Girl with the Diamond Slipper (auch Drehbuch)
- 1986: The Magic Crystal (auch Drehbuch)
- 1986: Born to Gamble (auch Drehbuch)
- 1987: The Romancing Star (auch Drehbuch)
- 1987: The Romancing Star 2 (auch Drehbuch)
- 1987: The Crazy Companies (auch Drehbuch)
- 1988: Mr. Possessed (auch Drehbuch)
- 1988: Doubles cause Troubles (auch Drehbuch)
- 1989: Casino Raiders (Co-Regie, auch Drehbuch)
- 1989: Crocodile Hunter (auch Drehbuch)
- 1989: God of Gamblers (auch Drehbuch)
- 1990: Perfect Girls (auch Drehbuch)
- 1990: The Big Score (auch Drehbuch)
- 1990: God of Gamblers 2 (auch Drehbuch)
- 1990: Tricky Brains (auch Drehbuch)
- 1990: The Last Blood
- 1990: Money Maker (auch Drehbuch)
- 1991: God of Gamblers 3: Back to Shanghai (auch Drehbuch)
- 1991: Dances with Dragon (auch Drehbuch)
- 1991: Casino Tycoon (auch Drehbuch)
- 1991: Truant Heroes
- 1991: Royal Tramp (Co-Regie)
- 1992: Casino Tycoon 2 (auch Drehbuch)
- 1992: Royal Tramp 2 (Co-Regie, auch Drehbuch)
- 1992: Fight back to School 3 (auch Drehbuch)
- 1992: City Hunter (auch Drehbuch)
- 1992: Legend of the Liquid Sword (auch Drehbuch)
- 1992: Last Hero in China (auch Drehbuch)
- 1993: Holy Weapon
- 1993: Future Cops (auch Drehbuch)
- 1993: Boys are Easy (auch Drehbuch)
- 1993: Perfect Exchange (auch Drehbuch)
- 1993: Kung Fu Cult Master (auch Drehbuch)
- 1993: Hail the Judge (auch Drehbuch)
- 1994: Modern Romance (Co-Regie, auch Drehbuch)
- 1994: Return to a Better Tomorrow (auch Drehbuch)
- 1994: Whatever you want (auch Drehbuch)
- 1994: God of Gamblers return (auch Drehbuch)
- 1995: The Saint of Gamblers (auch Drehbuch)
- 1995: High Risk (auch Drehbuch)
- 1996: God of Gamblers 3: The Early Stage (auch Drehbuch)
- 1997: We´re no bad Guys (auch Drehbuch)
- 1997: Step into the Dark (Co-Regie)
- 1997: A True Mob Story (auch Drehbuch)
- 1998: Love Generation Hong Kong (auch Drehbuch)
- 1998: The Conman (auch Drehbuch)
- 1998: Raped by an Angel 4 (auch Drehbuch)
- 1998: Prince Charming (auch Drehbuch)
- 2000: The Conmen in Vegas (auch Drehbuch)
- 2000: The Tricky Master (auch Drehbuch)
- 2000: Crying Heart (auch Drehbuch)
- 2001: My School Mate, the Barbarian (Co-Regie; auch Drehbuch)
- 2001: Love me, love my Money (auch Drehbuch)
- 2003: Honesty (auch Drehbuch)
- 2003: Colour of the Truth (Co-Regie, auch Drehbuch)
- 2003: The Spy Dad (auch Drehbuch)
- 2004: Sex and the Beauties (auch Drehbuch)
- 2004: Moving Targets (auch Drehbuch)
- 2004: Love is a many stupid Thing (Co-Regie; auch Drehbuch)
- 2004: Colour of the Loyality (Co-Regie, auch Drehbuch)
- 2005: Kung Fu Mahjong (Co-Regie, auch Drehbuch)
- 2005: Kung Fu Mahjong 2 (auch Drehbuch)
- 2006: My Kung Fu Sweetheart (auch Drehbuch)
- 2006: Wise Guys never die (auch Drehbuch)
- 2008: My Wife is a Gambling Maestro (auch Drehbuch)
- 2009: I corrupt all Cops (auch Drehbuch)
- 2009: On His Majesty’s Secret Service (auch Drehbuch)
- 2009: To Live and Die in Mongkok (Co-Regie, Drehbuch)
- 2010: Black Ransom (Co-Regie, Drehbuch)
- 2010: Beauty on Duty
- 2010: Future X-Cops (Drehbuch)
- 2011: Men suddenly in Love (Drehbuch)
- 2011: Treasure Inn (Co-Regie, Drehbuch)
- 2011: Treasure Hunt (Drehbuch)
- 2011: Hong Kong Ghost Stories (Co-Regie)
- 2012: Marry a Perfect Man
- 2012: Mr. and Mrs. Gambler
- 2012: The Last Tycoon (auch Drehbuch)
- 2013: Princess and the seven Kung Fu Masters (auch Drehbuch)
- 2014: From Vegas to Macau (auch Drehbuch)
- 2015: From Vegas to Macau 2
- 2016: From Vegas to Macau 3 (Co-Regie)
- 2020: I Corrupt All Cops 2
- 2020: Enter the Fat Dragon (auch Drehbuch)
- 2022: New Kung Fu Cult Master

### Produzent
- 1985: 100 Ways to murder your Wife
- 1986: The Seventh Curse
- 1988: Perfect Match
- 1989: The Romancing Star 3
- 1989: No Risk, no Gain
- 1989: My Neighmours are Phantoms
- 1989: Ghostly Vixen
- 1990: Money Maker
- 1991: Fight back to School
- 1991: Lee Rock
- 1991: Lee Rock 2
- 1991: Queen of Underworld
- 1991: Casino Tycoon
- 1992: Deadly Dream Woman
- 1992: She Starts the Fire
- 1992: To Miss With Love
- 1992: Naked Killer
- 1992: Millionaire Cop
- 1992: Wonder Girlfriend
- 1993: Flying Dagger
- 1993: Ghost Lantern
- 1993: Reckless Barrister
- 1993: My Friend Roy
- 1993: The Underground Banker
- 2020: Enter the Fat Dragon
- 2023: Sakra

### Drehbuch (Auswahl)
- 1986: Evil Cat
- 1987: You´re my Destiny
- 1988: Perfect Match
- 1988: Ghost Fever
- 1988: Return of the Lucky Stars
- 1988: Vampire Buster
- 1989: Ghost Busting
- 1989: Forever young
- 1989: The Romancing Star 3
- 1989: The Fortune Code
- 1989: No Risk, no Gain
- 1990: Kung Fu vs Acrobatic
- 1989: My Neighbours are Phantoms
- 1989: Ghostly Vixen
- 1991: Queen of Underworld
- 1991: The Banquet
- 1991: Wizards Curse
- 1993: Raped by an Angel
- 1993: Kidnap of Wong Chak Fai
- 1993: Who's My Father ?
- 1995: Mean Street Story
- 1995: Sixty Million Dollar Man
- 1996: Satan Returns
- 1996: War of the Under World
- 1996: Bodyguards of Last Governor
- 1997: Her Name is Cat
- 1998: Cheap Killers
- 1998: Mr. Wai-go
- 1998: The H.K. Triad
- 1999: Century of the Dragon
- 1999: My Name is Nobody
- 2000: The Duel
- 2001: The Wesley's Mysterious File
- 2001: The Irresistible Piggies
- 2002: Naked Weapon
- 2006: Dating a Vampire
- 2006: Wo Hu
- 2007: Kung Fu Mahjong 3 – The Final Duel
- 2007: The Lady Iron Chef
- 2007: Bullet and Brain
- 2008: The Vampire Who Admires Me
- 2012: Naked Soldier

Quelle: Hong Kong Movie Database

## Fußnote
1. ↑  Der Name des Regisseurs Wong Jing im Chinesischen ist identisch mit dem der 1979 geborene chinesischen Schauspielerin Wang Jing – 王晶,  Wáng Jīng. Seines Wissens kennt er mindestens fünf Personen mit demselben Namen auf Chinesisch.